# Col·legi Sant Martí (Cerdanyola del Vallès)
El Col·legi Sant Martí és una obra noucentista de Cerdanyola del Vallès (Vallès Occidental) inclosa a l'Inventari del Patrimoni Arquitectònic de Catalunya.

## Descripció
Edifici de planta rectangular. Té les façanes laterals al carrer de les Escoles. És una construcció d'una sola planta, amb coberta de teula a dues vessants amb el carener paral·lel al carrer, i pati posterior. Els dos frontis mostren uns estructura simètrica amb coronament mixtilini. Ambdós frontis tenen cossos annexos més petits. Totes les obertures de l'edifici són rectangulars. El ràfec és suportat per bigues de fusta. És remarcable la decoració del parament, amb esgrafiats simples que mostren elements relatius a les matèries escolars.

## Història
L'edifici de les Escoles, que va donar nom al carrer, va ser bastit durant la dècada dels anys 20 en estil noucentista. En l'actualitat s'utilitza com a Extensió de l'Institut de Batxillerat. (Datació per font)